# Лекомін
Лекомін (пол. Lekomin) — село в Польщі, у гміні Заґнанськ Келецького повіту Свентокшиського воєводства.
Населення — 266 осіб (2011).

## Демографія
Демографічна структура на день 31 березня 2011 року:
|          | Загалом | Допрацездатний вік | Працездатний вік | Постпрацездатний вік |
| -------- | ------- | ------------------ | ---------------- | -------------------- |
| Чоловіки | 129     | 27                 | 78               | 24                   |
| Жінки    | 137     | 16                 | 80               | 41                   |
| Разом    | 266     | 43                 | 158              | 65                   |